# Mihai Viteazu, Cluj
Mihai Viteazu, mai demult Sânmihaiu, (în maghiară  Szentmihály) este satul de reședință al comunei cu același nume din județul Cluj, Transilvania, România.

## Istoric
Pe Harta Iosefină a Transilvaniei din 1769-1773 (Sectio 109) apare sub numele a două foste sate învecinate (A.Sz.Mihályfalva și F.Sz.Mihályfalva). La sud de sat pe hartă sunt marcate prin semnul π două locuri publice de pedepsire a delicvenților în perioada medievală.
Satul Mihai Viteazu a luat naștere prin unirea celor două sate Sânmihaiu de Jos (A.Sz.Mihályfalva) și Sânmihaiu de Sus (F.Sz.Mihályfalva).

## Transporturi
Haltă de cale ferată a Mocăniței (în prezent inactivă). În unele ediții ale "Mersului Trenurilor" din trecut, halta a fost denumită "Sânmihaiu de Sus".

## Lăcașuri de cult

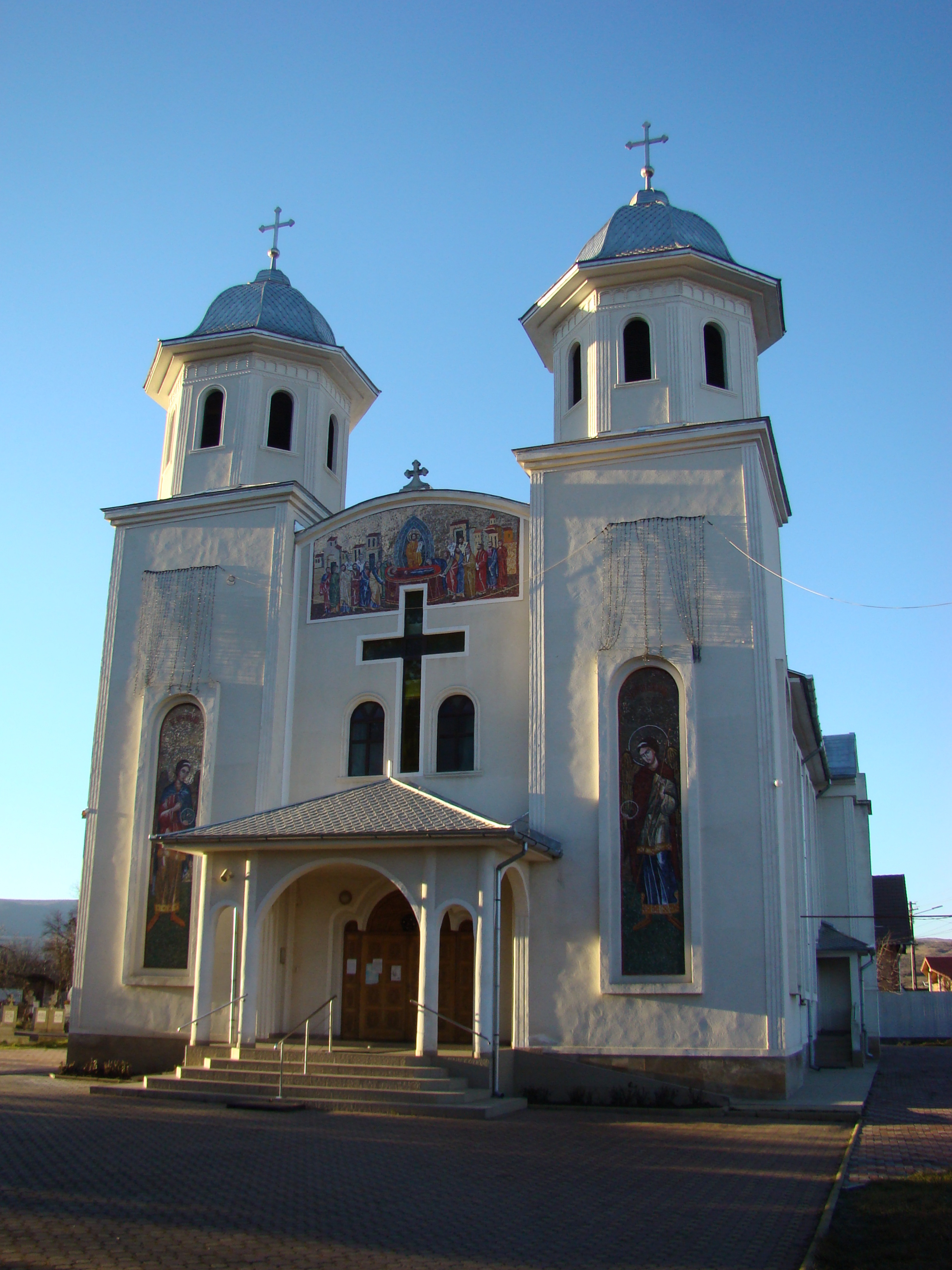
Biserica ortodoxă cu hramul „Adormirea Maicii Domnului”

- Biserica Ortodoxă cu hramul Adormirea Maicii Domnului și Sf. Arhangheli Mihail și Gavril (1996-2011)

Piatra de temelie a bisericii a fost pusă în anul 1996. Este o construcție cu un plan treflat în formă de cruce bizantină, cu abside generoase. Înălțimea până la crucea de pe cupolă este de 26 metri. Lăcașul de cult a fost împodobit iconografic de pictorul Petru Botezatu. Iconostasul, confecționat din lemn de tei, este opera sculptorului Nicolae Câmpean din Sânmărghita. Icoanele ce îl împodobesc sunt opera pictorului Pompei Ungureanu din Cluj-Napoca. Biserica a fost sfințită în data de 19 august 2012, ierarhul care a sfințit-o fiind Înaltpreasfințitul Andrei, mitropolitul Clujului.
- Biserica Reformat-Calvină (1674)
- Biserica Unitariană (secolul al XVIII-lea)
- Biserica Romano-Catolică (secolul al XIX-lea)

## Personalități
- Oliviu Gherman (1930–2020), fizician și politician român
- Valeriu Valentineanu (1887–1977), actor român de teatru și film

## Galerie de imagini

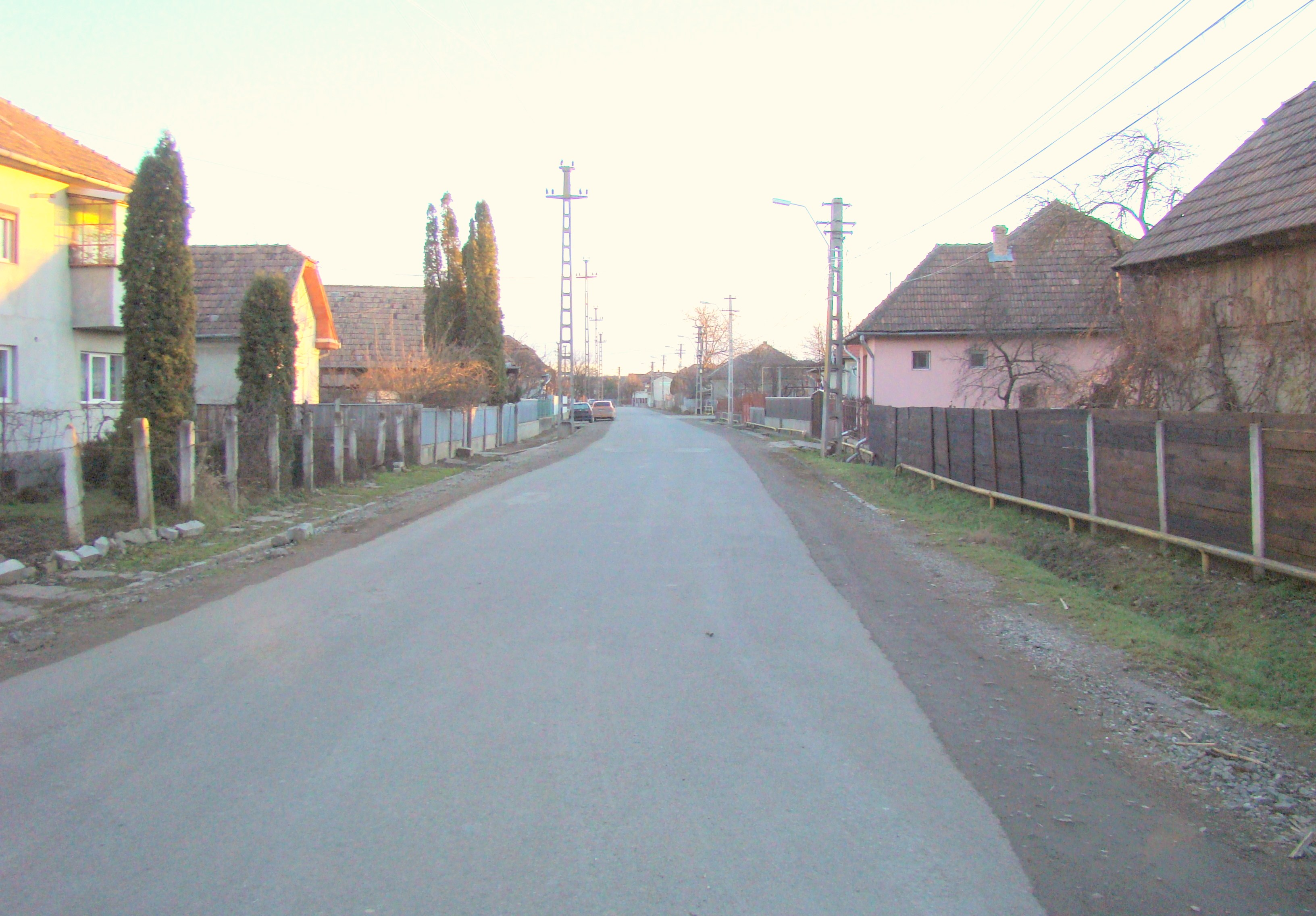
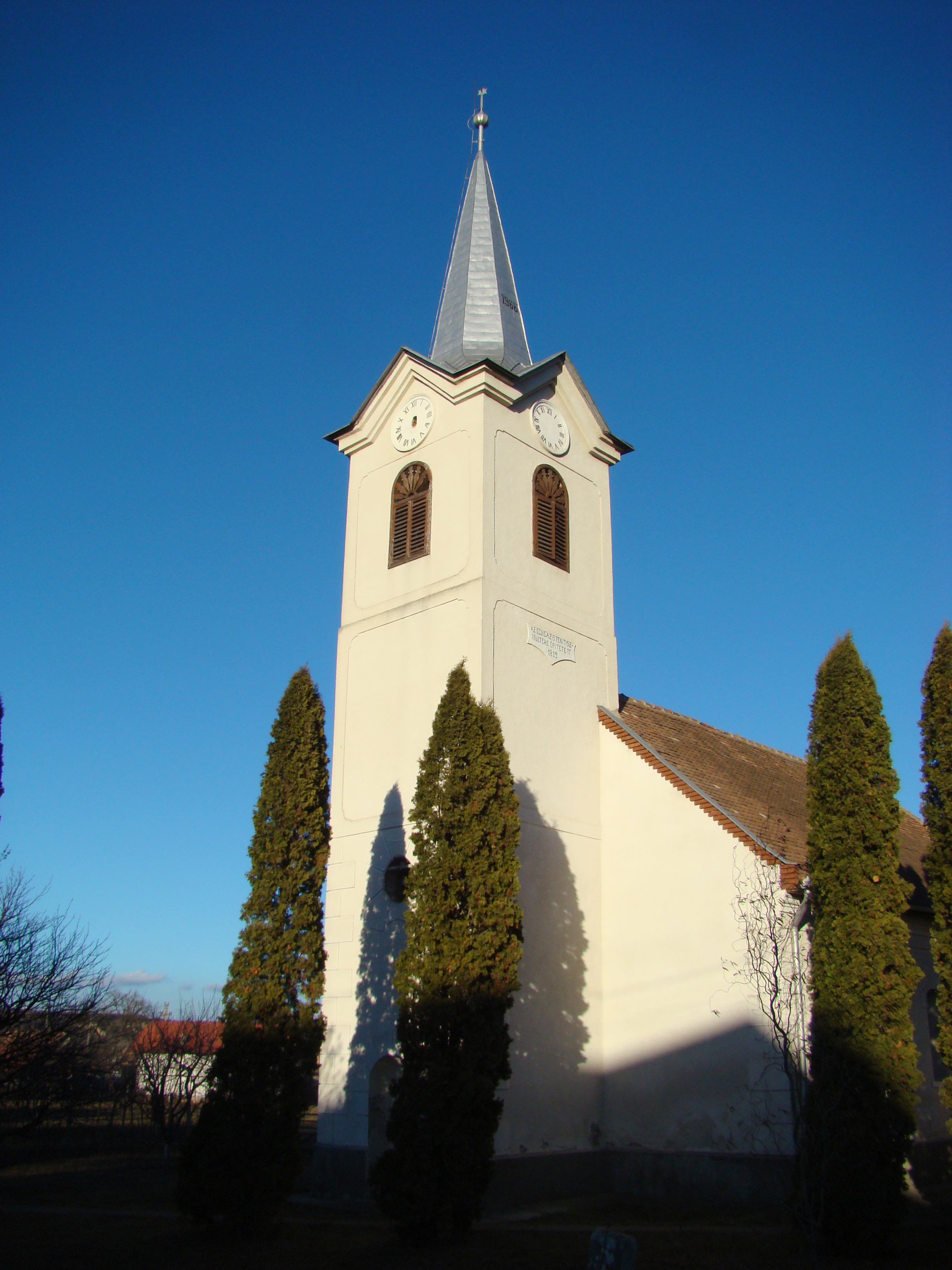
Biserica unitariană (monument istoric)
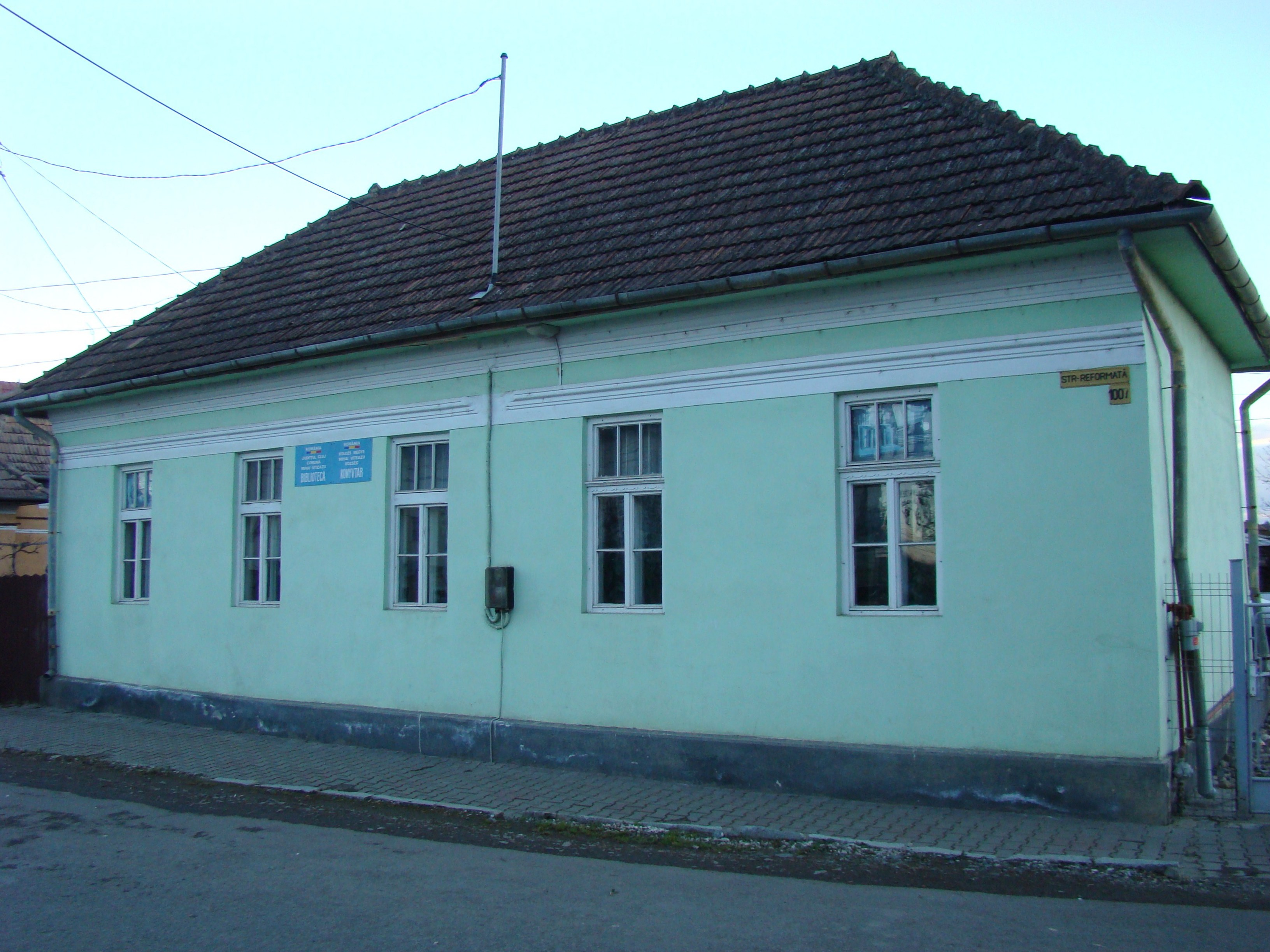
Biblioteca comunală
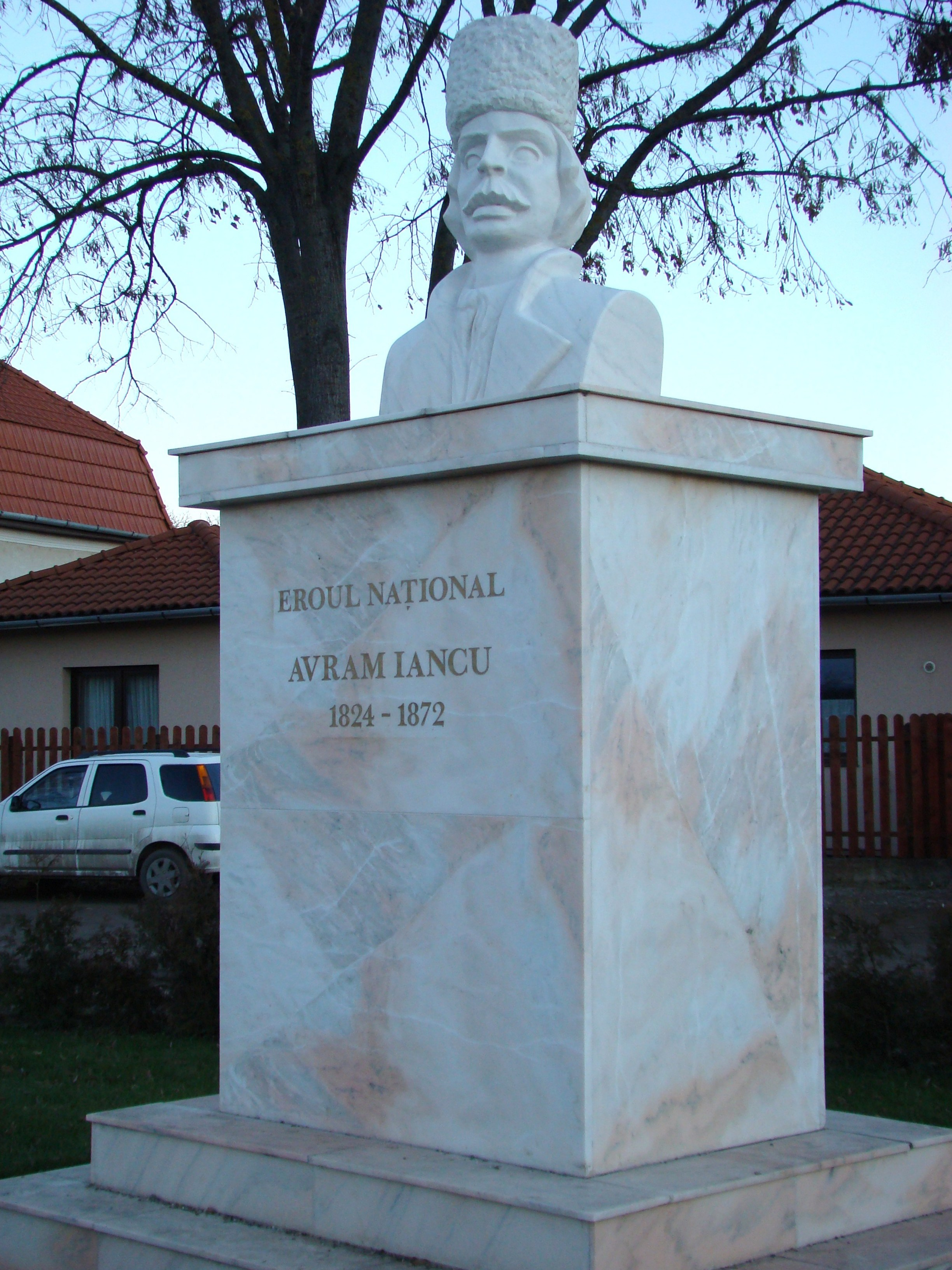
Bustul lui Avram Iancu din parcul localității
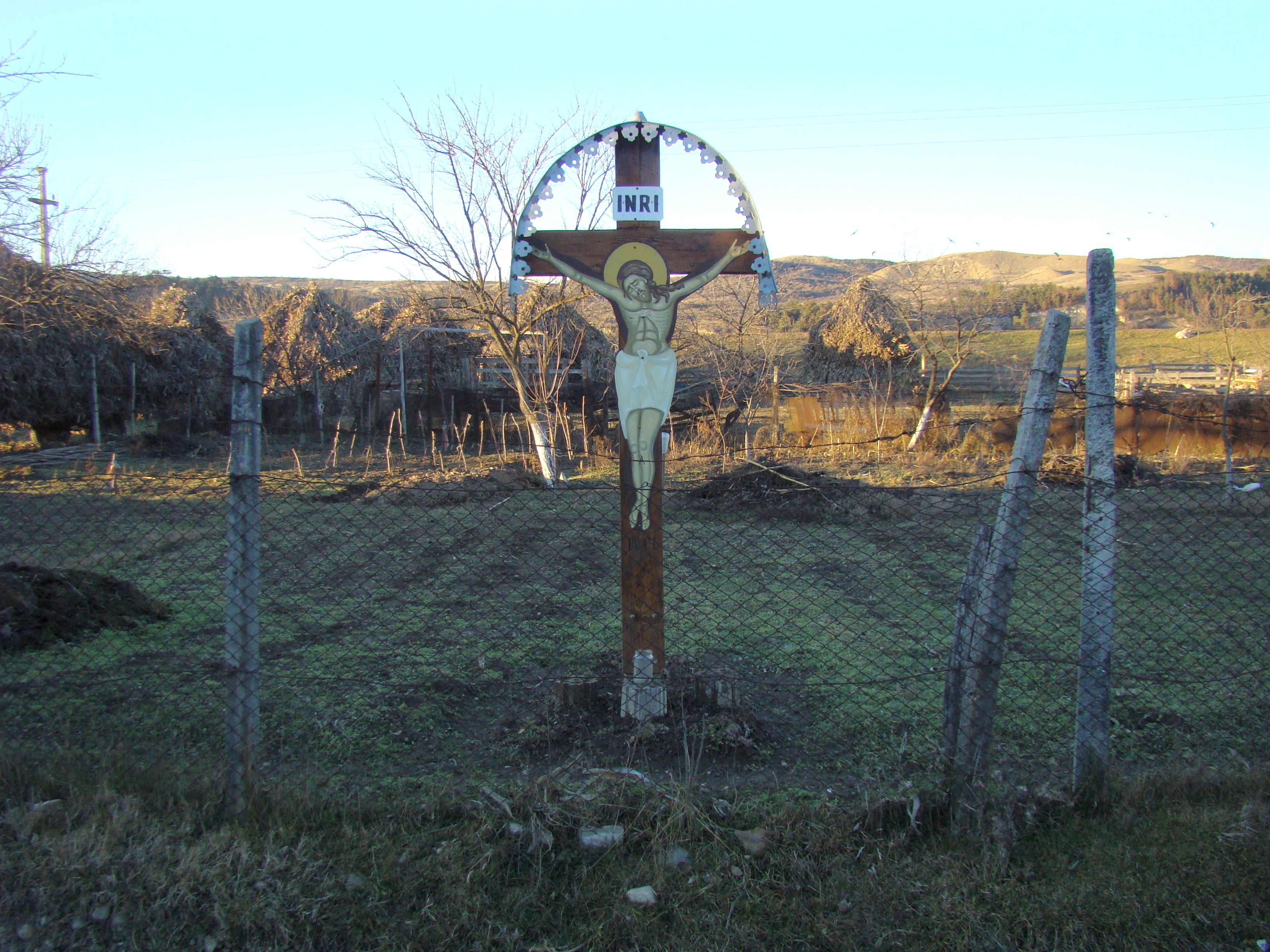
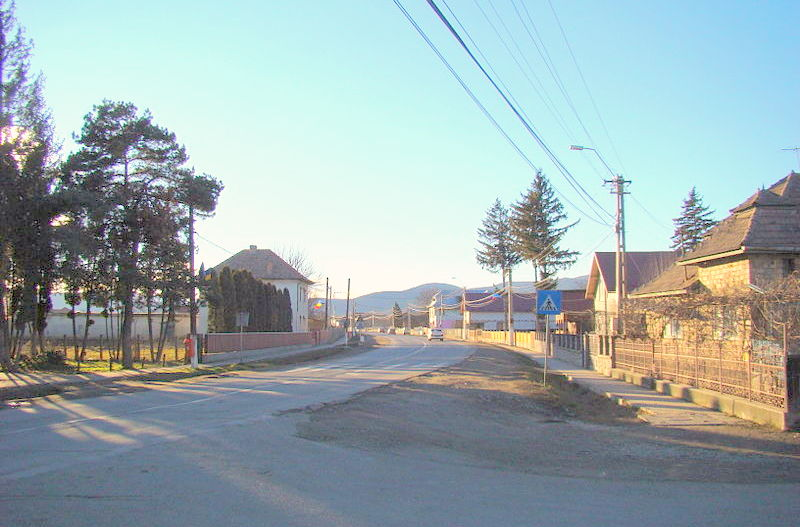
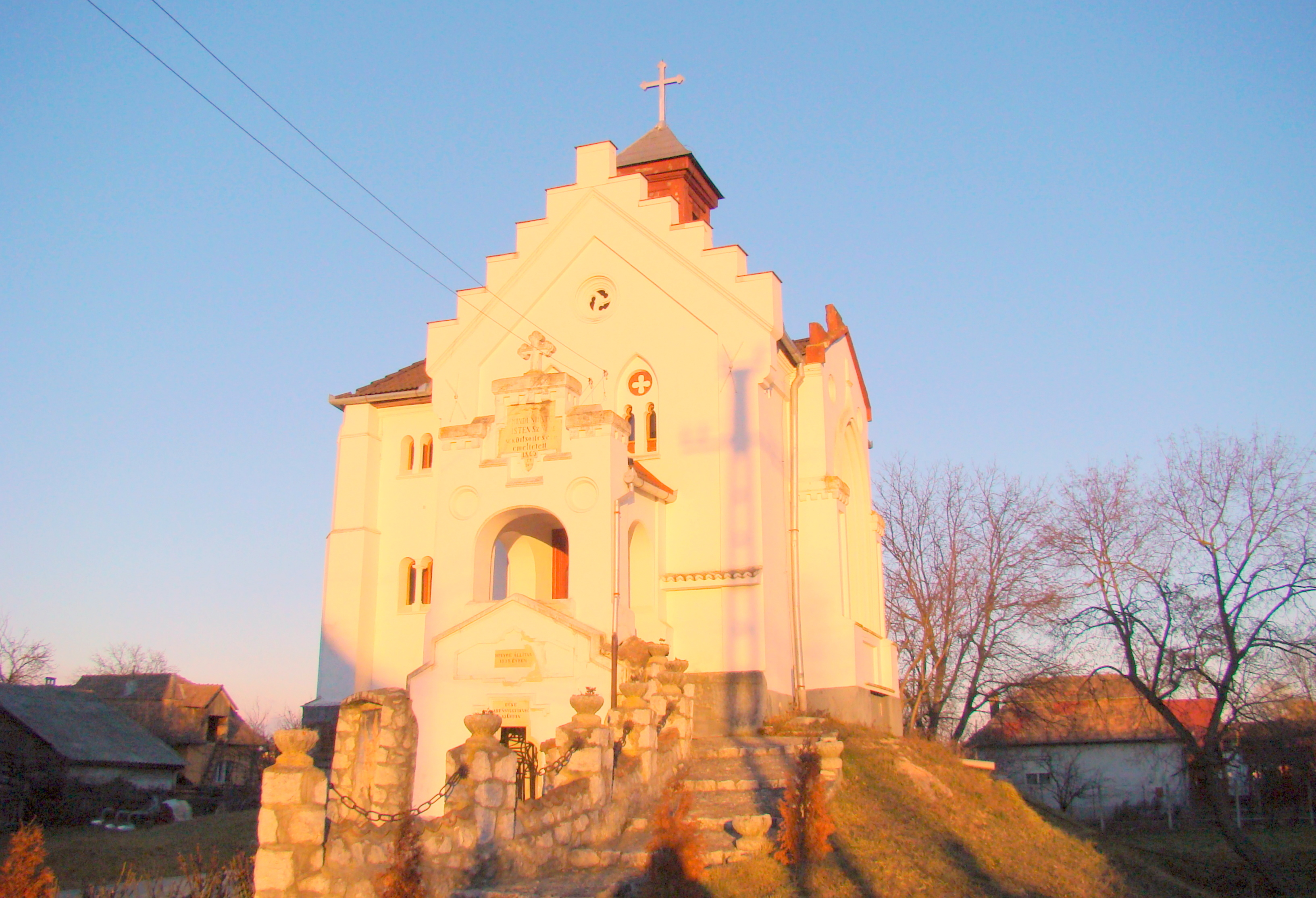
Biserica romano-catolică (monument istoric)
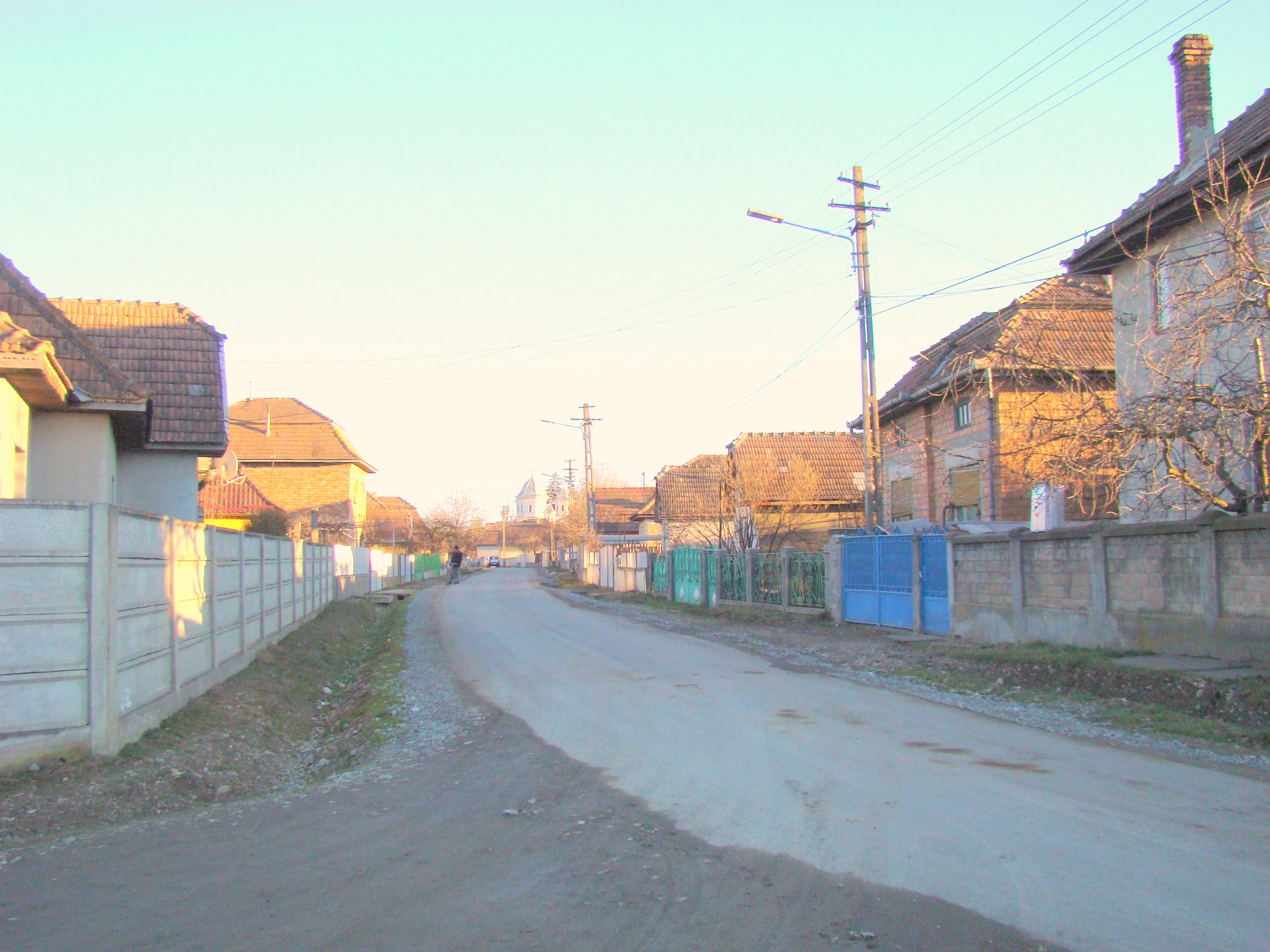
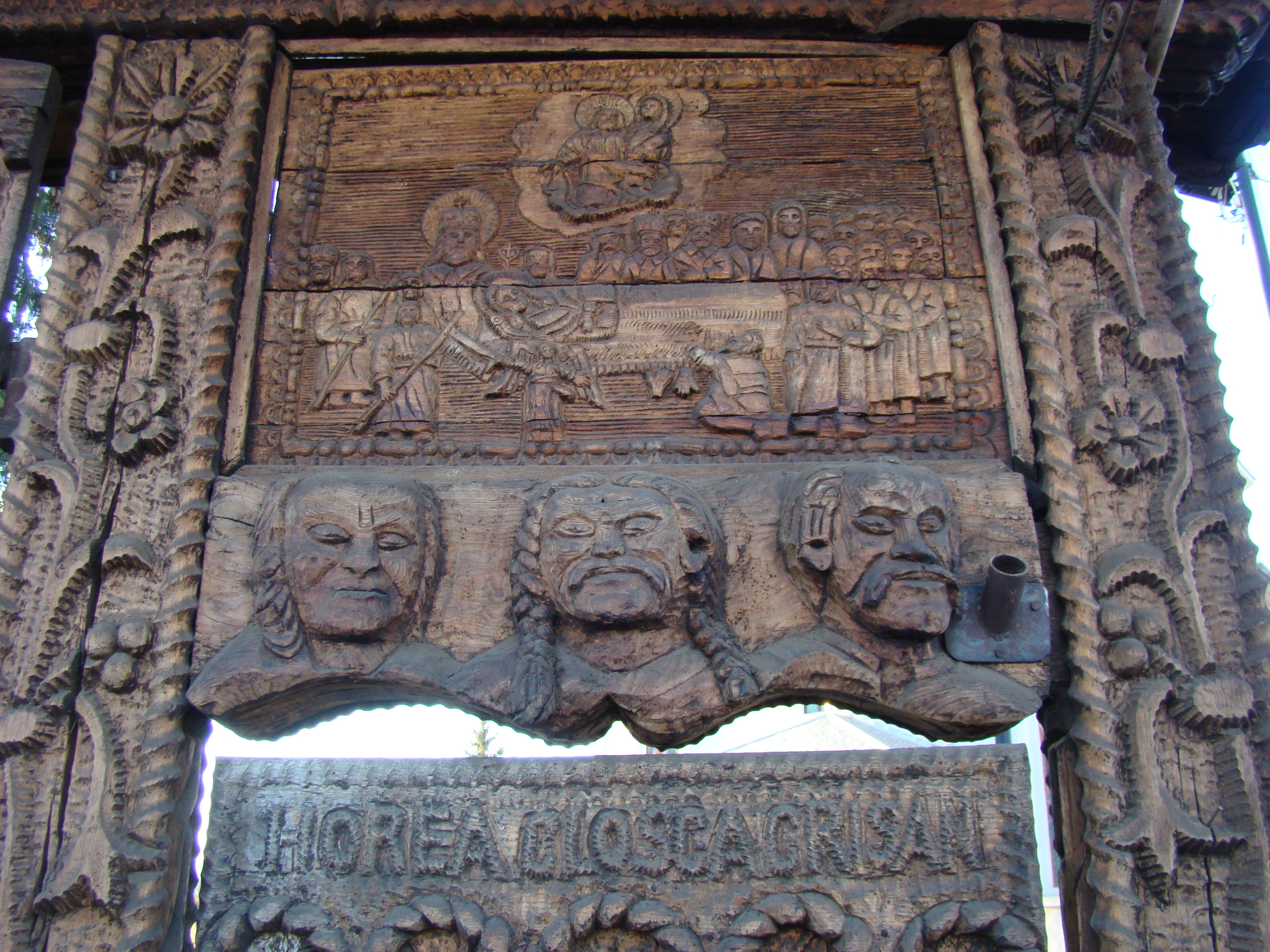
Poarta sculptată în lemn a bisericii ortodoxe (detaliu)
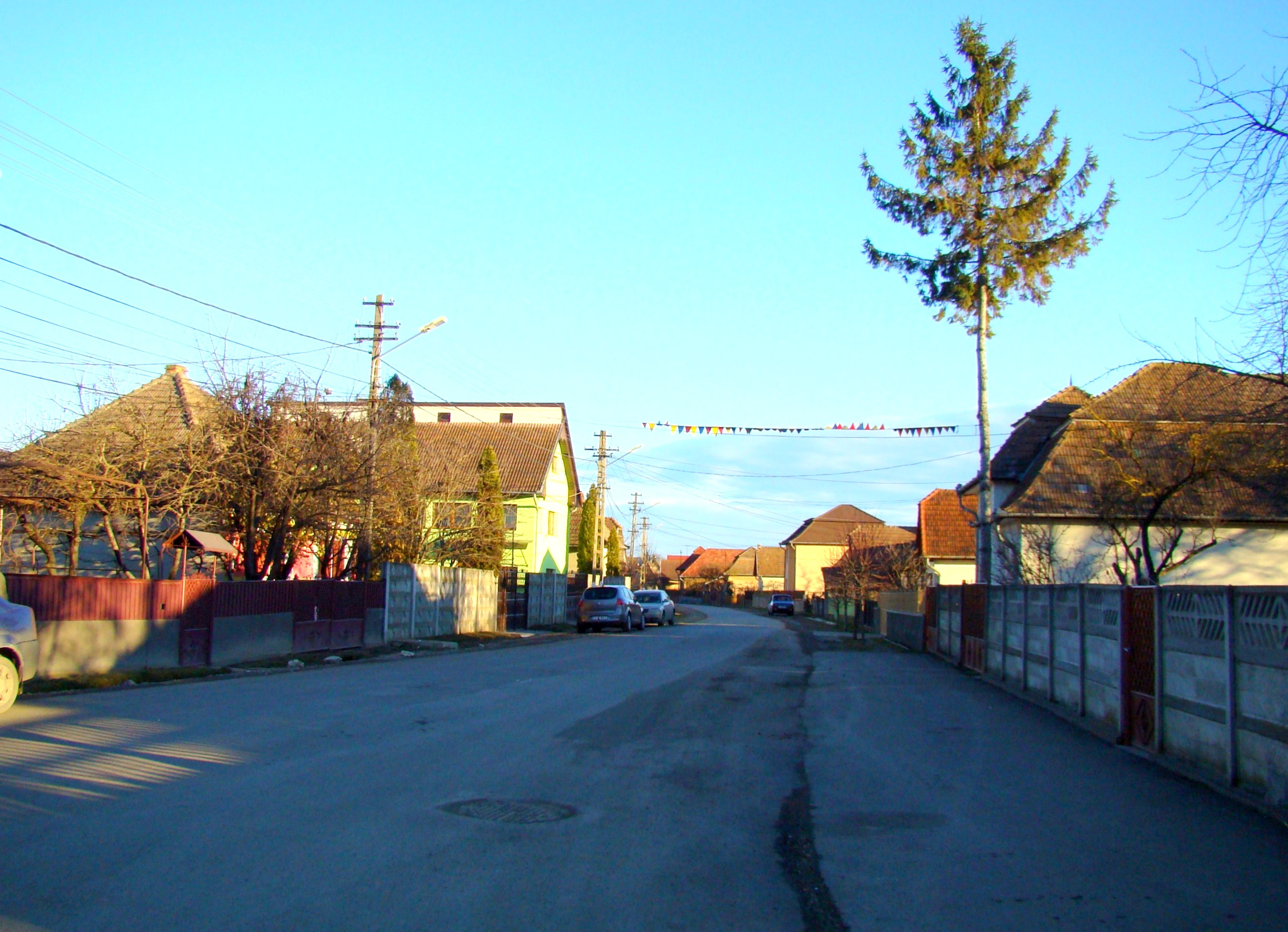